# JNG
JNG (JPEG Network Graphics) - растровый формат, тесно связанный с PNG. 
JNG использует ту же структуру, что и PNG, хранит в основном потоке JPEG данные, может хранить поток альфа-канала в виде PNG или JPEG, текстовую информацию, а также поддерживает гамма и цветовую коррекцию. Как правило весит намного меньше чем PNG, однако по мере сжатия теряется качество, поэтому в JNG следует хранить конечное изображение. JNG был создан (в 1999 г.) как часть формата MNG, но существует в виде отдельных изображений. Последняя спецификация была опубликована в 31 января 2001 г.
JNG не имеет официального MIME типа, но можно использовать image/x-jng. JNG, как и MNG, не поддерживается ни одним браузером, но его можно увидеть через специальный плагин. JNG поддерживается в IrfanView и XnView (с плагином). Также поддерживается в пакете ImageMagick утилитой display.

## Дополнительно
JNG использует поток альфа-канала и основной поток. Основной поток поддерживает глубину цвета в 8 и 12 бит (на канал), и два цветовых режима: серая шкала и цветной. Альфа-канал поддерживает глубину цвета в 1, 2, 4, 8 и 16 бит (если PNG) или 8 и 12 бит (если JPEG), всегда серая шкала. JNG не поддерживает индексированную палитру.

## Альтернатива
Можно использовать HTML5 Canvas для создания JPEG изображений с частичной прозрачностью (из PNG или JPEG изображений). Также можно использовать SVG с масками и встроенными JPEG и PNG изображениями.